# 瓦雷斯 (洛特-加龙省)
瓦雷斯（法語：Varès，法語發音：[vaʁɛs]）是法国洛特-加龙省的一个市镇，属于马尔芒德区。

## 地理
瓦雷斯（44°25'42"N, 0°21'20"E）面积16.79 平方千米，位于法国新阿基坦大区洛特-加龍省，该省份为法国西南部内陆省份，北起多爾多涅省，西接吉倫特省和朗德省，南至热尔省，东临塔恩-加龙省和洛特省。
与瓦雷斯接壤的市镇（或旧市镇、城区）包括：欧特维涅、福耶、贡托德诺加雷、格拉特卢-圣盖朗、托南斯、韦尔特伊达日奈。
瓦雷斯的时区为UTC+01:00、UTC+02:00（夏令时）。

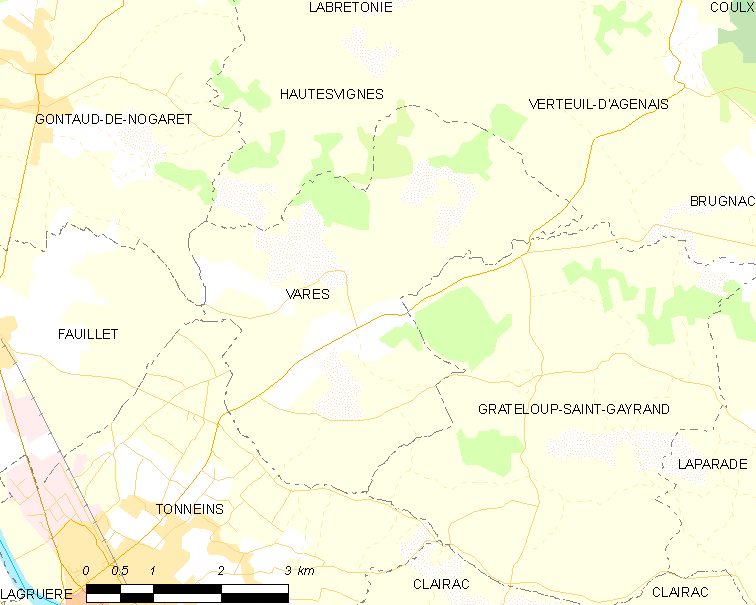
瓦雷斯的OSM定位图

## 行政
瓦雷斯的邮政编码为47400，INSEE市镇编码为47316。

## 政治
瓦雷斯所属的省级选区为托南斯县。

## 人口

1962-2008年间瓦雷斯人口变化图示

瓦雷斯于2022年1月1日时的人口数量为658人。